# Carlos VI en la Rápita
Carlos VI en la Rápita es la séptima novela de la cuarta serie de los Episodios nacionales de Benito Pérez Galdós, escrita en Madrid, entre abril y mayo de 1905, y publicada ese año.
Galdós continúa a lo largo de los doce primeros capítulos el hilo histórico iniciado con el episodio anterior Aita Tettauen, si bien el título hace referencia a la intentona carlista de hacerse con el poder en el año 1860 y que la Galdós analiza y describe durante el resto de la novela. Para el relato africano vuelve a recurrir al estilo invocatorio de Gonzalo Ansúrez, convertido al islamismo con el nombre de Sidi El Hach Mohammed Ben Sur El Nasiry, dejando que el resto del relato lo narre en primera persona Juan Santiuste, personaje que ya se presentó en el episodio titulado O'Donnell y que volverá a tener protagonismo en Prim.
Para el cervantista Joaquín Casalduero, este es el episodio en el que con más claridad se percibe la intención de Galdós de emular a Cervantes, reproduciendo a su manera la historia del Cautivo en El Quijote, y citando incluso el texto de Cervantes y su expresión «incitativo melindre».

Bien sea porque las prohibiciones reiteradas de El Nasiry me movieran a mayor deseo de lo prohibido, bien porque la holganza diera más espacio a mi curiosidad, ello es que yo quería violar el secreto de aquel oculto mujerío, no por quitarle nada a mi protector y amigo, ni por meterme a seductor de moras, sino por verlas, nada más que por verlas, y dar a mis ojos el sabroso espectáculo de tan interesante aspecto del vivir musulmán. Singularmente aguijaba mi curiosidad aquella Puerta de Dios, belleza única y soberana, al decir de su dueño, la cual no tenía semejante más que entre los ángeles y serafines. Ánimas benditas, ¿cómo sería aquella Bab-el-lah? ¿No me depararía Dios la ventura de ver y apreciar una de sus creaciones más admirables? Bastaríame con una rápida visión de tan sobrehumana belleza, la cual por su perfecta y divina forma no habría de despertar en mí ni el más leve destello de lo que llamaba don Quijote “incitativo melindre”.
Capítulo  (Galdós, 1905)